# Campylocentrum densiflorum
Campylocentrum densiflorum es una especie de orquídea epifita originaria de Sudamérica.

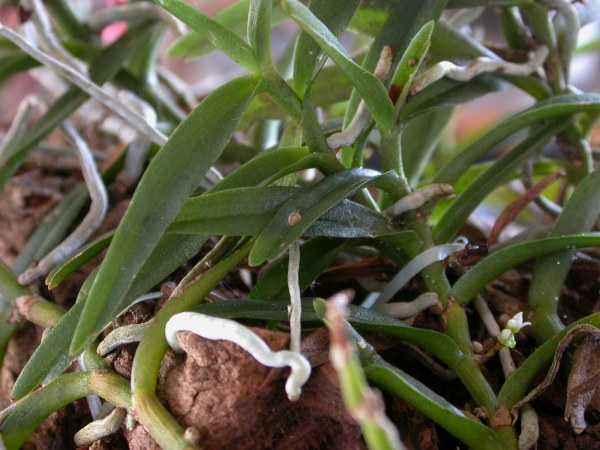
Vista de la planta

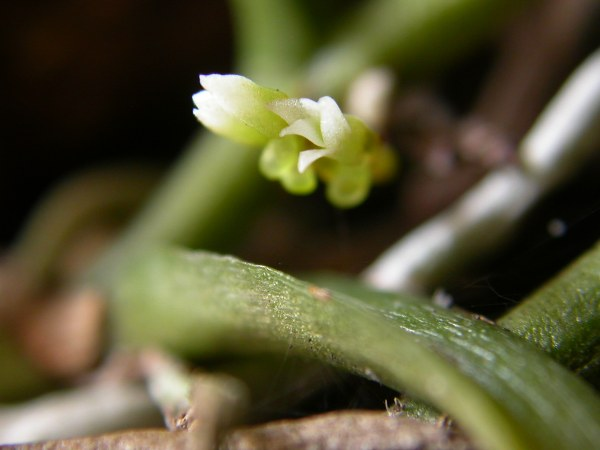
Detalle de la flor

## Descripción
Es una orquídea de hábitos epífitas, monopodial con tallo alargado, muy ramificado, cuyas inflorescencias crecen desde el nodo opuesto a la base del tallo de la hoja. Las flores son pequeñas, blancas, los sépalos y pétalos libres, y nectario en la parte posterior del labio. Pertenece la especie a la sección Campylocentrum con hojas planas y ovarios lisos.

## Distribución y hábitat
Se encuentra en Brasil y Argentina y Paraguay.

## Taxonomía
Campylocentrum densiflorum fue descrita por Célestin Alfred Cogniaux y publicado en Flora Brasiliensis 3(6): 511. 1906.
Etimología
Campylocentrum: nombre genérico que deriva de la latinización de dos palabras griegas: καμπύλος (Kampyle), que significa "torcido" y κέντρον, que significa "punta" o "picar", refiriéndose al espolón que existe en el borde de las flores.
densiflorum: epíteto latino que significa "denso de flores".
Sinonimia
- Campylocentrum dutrae Schltr.	[3][6][7]